# Taizonia indica
Taizonia indica es una especie de insecto coleóptero de la familia Chrysomelidae.
Fue descrita científicamente en 1988 por Gruev & Askevold.